# Pimelephila ghesquierei
Pimelephila ghesquierei là một loài bướm đêm trong họ Crambidae.